# Xysticus ocala
Xysticus ocala là một loài nhện trong họ Thomisidae.
Loài này thuộc chi Xysticus. Xysticus ocala được Willis J. Gertsch miêu tả năm 1953.